# Весняне (Рівненський район)
Весня́не — село в Україні, Корецької міської громади Рівненського району Рівненської області. Населення — 894 особи; перша згадка — 1629 рік[джерело?]; первісна назва — Кобильня. Колишній центр Веснянської сільської ради  У селі діють загальноосвітня школа I–III ступенів, будинок культури, публічно-шкільна бібліотека, фельдшерсько-акушерський пункт, церква святої Параскеви.

## Географія
Селом протікає річка Корчик.

## Історія
У 1860-х роках у село переселено групу родин з Башкортостану.
У 1906 році село Кобиля Корецької волості Новоград-Волинського повіту Волинської губернії. Відстань від повітового міста 37 верст. Дворів 176, мешканців 1262.

## Населення
Згідно з переписом УРСР 1989 року чисельність наявного населення села становила 923 особи, з яких 433 чоловіки та 490 жінок.
За переписом населення України 2001 року в селі мешкали 894 особи.

### Мова
Розподіл населення за рідною мовою за даними перепису 2001 року:
| Мова       | Відсоток |
| ---------- | -------- |
| українська | 99,33 %  |
| російська  | 0,56 %   |
| білоруська | 0,11 %   |

## Пам'ятки
- Пам’ятний знак воїнам-односельчанам